# Victoria Kent
Victoria Kent Siano (Málaga, 6 de marzo de 1892-Nueva York, 25 de septiembre de 1987)fue una abogada y política republicana española. Fue la segunda mujer española en colegiarse para ejercer como abogada tras Ascensión Chirivella Marín (que se colegió en Valencia en 1922) y la primera en hacerlo en el Colegio de Abogados de Madrid, en 1925, durante la dictadura de Primo de Rivera. Se convirtió, además, en la primera mujer del mundo que ejerció como abogada ante un tribunal militar o consejo de guerra (1931) tras haberse negado a colaborar con el dictador Primo de Rivera, y en una de las tres mujeres con escaño en el Congreso de los Diputados durante la Segunda República.

## Biografía

### Formación y primeros años
Nacida en Málaga, vivió allí hasta 1917, criada por su padre, José Kent Román, comerciante de tejidos, y su madre, María Siano González, ama de casa. Sus padres, de talante liberal y mentalidad más abierta de lo habitual, le permitieron estudiar Magisterio en Málaga y matricularse luego en Derecho de la Universidad Central de Madrid.
En cuanto a su fecha de nacimiento, aún a día de hoy se duda de la exactitud de la misma. La más barajada es el 6 de marzo de 1891, aunque también se ha señalado el 6 de marzo de 1892, tal como aparece en su acta de nacimiento, con el nombre de María Victoria Kent Siano, o incluso el 3 de marzo de 1892. Sea como fuere, no se puede asegurar, puesto que la misma Kent (variante del apellido paterno que empleó en su vida) cambió dicha fecha por la de 1897 y 1898 en documentos variados fechados desde su llegada a Madrid. Por ejemplo, en la tarjeta de identificación del Servicio de Migración expedida en México D. F. se indica 1897 como año de nacimiento. Entre las razones de estos cambios se aducen «exigencias de tipo académico» o incluso «coquetería».
En 1906 ingresó en la escuela Normal de Maestras de Málaga, donde ya dos profesoras feministas le influyen: Suceso Luengo y Teresa Aspiazu (o Azpiazu). Conseguirá el título de maestra en 1911.
En 1917 marchó a la capital para estudiar Bachillerato en el Instituto Cardenal Cisneros, donde fue bien recibida gracias a los contactos de su padre, que conocía al miembro de la tercera generación de la ILE Alberto Jiménez Fraud, futuro director de la Residencia de Estudiantes, y a Francisco Bergamín. Se instaló en la Residencia de Señoritas, dirigida en ese entonces por María de Maeztu, mujer cuya personalidad influyó notablemente en Victoria Kent.
En 1920 ingresa en la Facultad de Derecho de la Universidad Central de Madrid, cursa la carrera como alumna no oficial y recibe clases de profesores como Jiménez de Asúa o Felipe Sánchez-Román. Al poco de su llegada a Madrid se afiliará a la Asociación Nacional de Mujeres Españolas y la Juventud Universitaria Femenina, dirigida por María Espinosa de los Monteros, representando a dicha entidad en un congreso en Praga en 1921. Se licenciará en junio de 1924, año en el que conseguiría su doctorado con una tesis sobre la reforma de las prisiones y se colegia en enero de 1925, realizando sus primeras intervenciones como abogada defensora ante los tribunales.
Ya en 1931 se haría un nombre al defender ante el Tribunal Supremo de Guerra y Marina a Álvaro de Albornoz, miembro del Comité Revolucionario Republicano, que se había visto detenido y procesado —junto a muchos de los que más tarde formarían el Gobierno provisional de la república— debido al fracaso de la sublevación de Jaca, acaecida en diciembre de 1930. Así, sería la primera mujer en intervenir ante un tribunal de guerra logrando, además, la libertad del detenido. Sería elegida en 1931 miembro de la Real Academia de Jurisprudencia y Legislación y, en 1933, de la Asociación Internacional de Leyes Penales de Ginebra.
Además de dedicarse a la abogacía, abrirá un bufete de abogados especializado en derecho laboral —siendo la primera mujer en España en lograr esto—, situado en la calle Marqués del Riscal n.º 5 en Madrid. También ejercerá como asesora jurídica del Sindicato Nacional Ferroviario y de la Confederación Nacional de Pósitos Marítimos, llegando a presidir en 1927 el primer Congreso de Cooperativas en España.

### Vida política
Afiliada al Partido Republicano Radical Socialista (PRRS), fue elegida en 1931 diputada de la conjunción republicano-socialista de las Cortes republicanas constituyentes por la provincia de Madrid con 65 254 votos. Sería, junto a Clara Campoamor y Margarita Nelken, una de las tres mujeres diputadas del Congreso. Después de no ser elegida en las elecciones de 1933, se dedicó a su labor de jurista con la presidencia en 1934 de la Sección Jurídica del Tribunal Nacional pro-Thälmann, dirigente comunista encarcelado por los nazis y que moriría en Buchenwald, y a quien pidió defender con una solicitud al Tribunal Supremo de Leipzig, si bien esta fue denegada. Más tarde, consiguió de nuevo el acta de diputada por Jaén en las elecciones del 16 de febrero de 1936 en las listas de Izquierda Republicana (IR), que formaba parte del Frente Popular.
Llegaría a presidir el comité del distrito Centro de Madrid y a fundar la rama femenina de la organización: el Ateneo Femenino Radical-Socialista.
Sería además vicepresidenta desde 1926 del recientemente fundado Lyceum Club Femenino, junto a Isabel Oyarzábal, e impulsora junto con Clara Campoamor y Matilde Huici, mujeres que compartían sus ideales feministas, del Instituto Internacional de Uniones Intelectuales. Fue una importante hermana de la hermandad de la Macarena de Sevilla. Siendo partidaria de muchas ideas progresistas no aceptadas por la arcaica y tradicional hermandad sevillana. A pesar de ello era una muy devota de la virgen de la Esperanza.

### Directora general de Prisiones

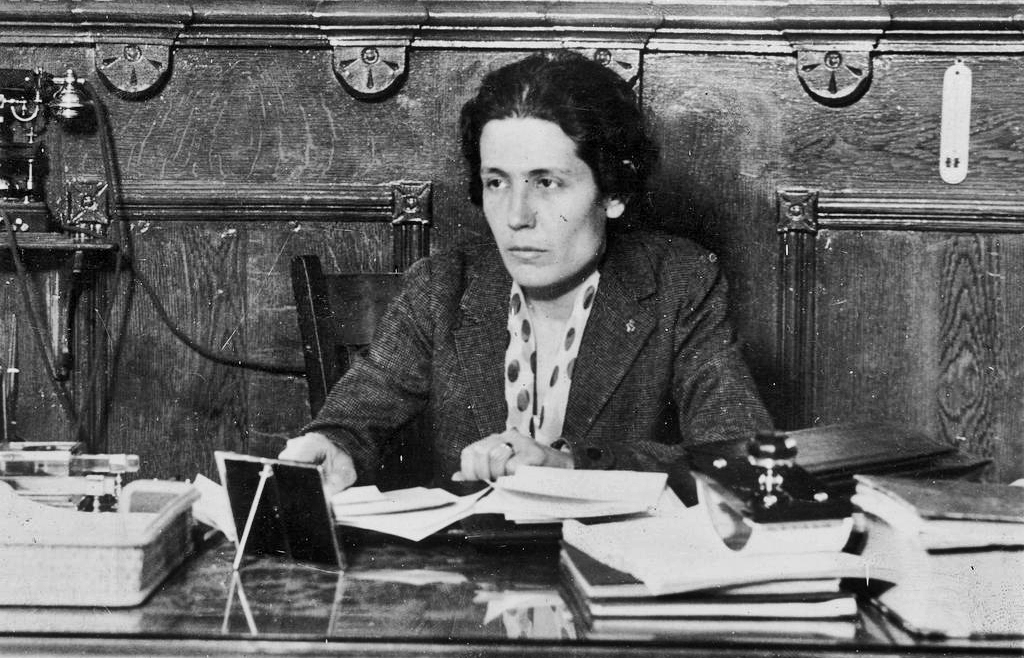
Victoria Kent en su época como directora general de Prisiones.

Durante la II República fue nombrada directora general de Prisiones por el Gobierno provisional presidido por Alcalá-Zamora, en abril de 1931. Ocuparía este puesto durante poco más de un año en el que constató la miseria y el abandono de las prisiones españolas. Desde este cargo introdujo reformas con la intención de humanizar el sistema penitenciario, especialmente en lo que se refiere a la reinserción y la rehabilitación de los presos, con la pretensión de hacer que la cárcel se erigiera asimismo como escuela, siguiendo la labor ya emprendida por Concepción Arenal en el siglo XIX. Una de sus medidas fue instituir por vez primera en el mundo los permisos de salida de fin de semana.
Dimitió el 4 de junio de 1932 (haciéndose efectiva con su publicación en la Gaceta de Madrid el 8 de junio) tras una campaña de prensa en su contra a raíz de las huelgas de hambre protagonizadas en Pamplona y Vitoria por detenidos políticos y la sucesión de fugas de presos por «negligencia del personal de Prisiones», entre las que destaca la sucedida en la prisión de El Puerto de Santa María, en la que participaron algunas decenas de presos. Sin embargo, logró llevar a cabo algunas reformas, como son: la mejora de la alimentación de los reclusos, la libertad de culto en las prisiones, la ampliación de los permisos por razones familiares, la creación de un cuerpo femenino de funcionarias de prisiones y la retirada de grilletes y cadenas (con cuyo metal mandó modelar una estatua en honor a Concepción Arenal). Entre otras cosas, cerró 114 centros penitenciarios, mandó construir la Cárcel de Mujeres de Ventas, en Madrid -sin celdas de castigo-, y el Instituto de Estudios Penales, dirigido por Jiménez de Asúa, que había sido uno de sus profesores en la Facultad de Derecho.
Sus medidas al frente de la Dirección General de Prisiones le dieron una gran popularidad, llegando su nombre a aparecer en un conocidísimo chotis, «El Pichi», parte de la revista frívola Las leandras, del compositor Francisco Alonso, estrenada en Madrid el año 1931 y cantada por la popular Celia Gámez.

### Participación en las Cortes Constituyentes de 1931 y polémica sobre su negativa a la concesión del voto a las mujeres
Uno de los momentos más distinguidos y controvertidos en la vida y obra de Victoria será su oposición al sufragio femenino ante las Cortes españolas en 1931, cuando se enfrentaría a otra feminista, Clara Campoamor, en una batalla dialéctica y trascendental sobre una cuestión que repercutiría enormemente en los derechos de las mujeres. Su opinión era que la mujer española carecía en aquel momento de la suficiente preparación social y política y que, debido a la influencia de la Iglesia, su voto sería conservador, beneficiaría a la derecha católica y, por tanto, perjudicaría a la República. La opinión de su oponente era, en cambio, que independientemente del resultado de las urnas toda mujer debía tener el derecho de votar, pues defendía la igualdad de todos los seres humanos. El debate fue seguido por los medios de comunicación, que espolearon burlas y comentarios como: "dos mujeres solamente en la Cámara, y ni por casualidad están de acuerdo", o "¿qué ocurrirá cuando sean 50 las que actúen?". De hecho, la prensa las apodó irónicamente La Clara y la Yema. Tras su intervención Victoria perdería su popularidad, no saliendo elegida como diputada en las elecciones de 1933.
Finalmente, el debate lo ganaría Campoamor, logrando que en las siguientes elecciones, en 1933, votasen las mujeres por sufragio universal. La derecha se presentó unida a dichos comicios, al contrario que la izquierda, y ganó. Posteriormente la parte más radical de la izquierda culpó a las mujeres y, en especial, a Clara Campoamor, por esa victoria. Pese a ello, no hay unanimidad en lo que se refiere a la incidencia del voto femenino en el resultado de las elecciones de 1933 y recientes investigaciones tienden a señalar causas diferentes para explicar la derrota de la izquierda, como el desgaste de los grupos del anterior Gobierno, sus rivalidades y la abstención de los anarquistas. Sin embargo, Kent mantuvo hasta los años ochenta su posición al respecto.

Estas fueron algunas de las ideas que presentaría en el debate con Clara Campoamor el 1 de octubre de 1931 sobre el derecho de voto de las mujeres:
"[...] creo que el voto femenino debe aplazarse. Que creo que no es el momento de otorgar el voto a la mujer española. Lo dice una mujer que, en el momento crítico de decirlo, renuncia a un ideal. [...] Quiero significar a la Cámara que el hecho de que dos mujeres se encuentren aquí reunidas opinen de manera diferente, no significa absolutamente nada, porque dentro de los mismos partidos y de las mismas ideologías, hay opiniones diferentes [...]. En este momento vamos a dar o negar el voto a más de la mitad de los individuos españoles y es preciso que las personas que sienten el fervor republicano, el fervor democrático y liberal republicano, nos levantemos aquí para decir: es necesario, aplazar el voto femenino. Y es necesario, Sres. Diputados, aplazar el voto femenino, porque yo necesitaría ver, para variar de criterio, a las madres en la calle pidiendo escuelas para sus hijos; yo necesitaría haber visto en la calle a las madres prohibiendo que sus hijos fueran a Marruecos; yo necesitaría ver a las mujeres españolas unidas todas pidiendo lo que es indispensable para la salud y la cultura de sus hijos. Por esto, Sres. Diputados, por creer que con ello sirvo a la República, como creo que la he servido en la modestia de mis alcances, como me he comprometido a servirla mientras viva, por este estado de conciencia es por lo que me levanto en esta tarde a pedir a la Cámara que despierte la conciencia republicana, que avive la fe liberal y democrática y que aplace el voto para la mujer. Lo pido porque no es que con ello merme en lo más mínimo la capacidad de la mujer; no, Sres. Diputados, no es cuestión de capacidad ; es cuestión de oportunidad para la República. Por esto pido el aplazamiento del voto femenino o su condicionalidad; pero si condicionamos el voto de la mujer, quizás pudiéramos cometer alguna injusticia. Si aplazamos el voto femenino no se comete injusticia alguna, a mi juicio. Entiendo que la mujer, para encariñarse con un ideal, necesita algun tiempo de convivencia con el mismo ideal. [...]. Cuando transcurran unos años y vea la mujer los frutos de la República y recoja la mujer en la educación y en la vida de sus hijos los frutos de la República, el fruto de esta República en la que se está laborando con este ardor y con este desprendimiento, cuando la mujer española se dé cuenta de que sólo en la República están garantizados los derechos de ciudadanía de sus hijos, de que sólo la República ha traído a su hogar el pan que la monarquía no les había dejado, entonces, Sres. Diputados, la mujer será la más ferviente, la más ardiente defensora de la República [...]. Si las mujeres españolas fueran todas obreras, si las mujeres españolas hubiesen atravesado ya un periodo universitario y estuvieran liberadas en su conciencia, yo me levantaría hoy frente a toda la Cámara para pedir el voto femenino. (Muy bien.-Aplausos.). Pero en estas horas yo me levanto justamente para decir lo contrario y decirlo con toda la valentía de mi espíritu, afrontando el juicio que de mí puedan formar las mujeres que no tengan ese fervor y estos sentimientos republicanos que creo tener. Es por esto por lo que claramente me levanto a decir a la Cámara: o la condicionalidad del voto o su aplazamiento; creo que su aplazamiento sería más beneficioso, porque lo juzgo más justo, como asimismo que, después de unos años de estar con la República, de convivir con la República, de luchar por la República y de apreciar los beneficios de la República, tendríais en la mujer el defensor más entusiasta de la República. Por hoy, Sres. Diputados, es peligroso conceder el voto a la mujer. Yo no puedo sentarme sin que quede claro mi pensamiento y mi sentimiento y sin salvar absolutamente para lo sucesivo mi conciencia. He ahí lo que quería exponer a la Cámara. (Grandes aplausos.)"
Puede comprobarse que intervino activamente en las deliberaciones de la Cámara que discutieron el proyecto de Constitución de la República. Y es que, además de la cuestión sobre el sufragio femenino, destacan decisivas enmiendas:
- Artículo 1 “España es una República de trabajadores, liberal en el principio, democrática en el fundamento y social en la orientación. El poder civil, único que existe, procede del pueblo. Toda autoridad y jerarquía social le está subordinada”, de la que se admitió todo excepto aceptar el poder civil como el único existente.[6]
- Apostó por la eliminación, en el artículo 25 (antes 23) de la expresión "en principio", que condicionaba el reconocimiento de la igualdad entre sexos, algo que fue aceptado.[6]
- Enmienda relacionada con el Estado laico. El artículo 25.3 decía que nadie podía ser compelido a declarar sobre su confesión religiosa, a lo que ella añadió "ni estas creencias ejercerán influjo sobre ninguna clase de relaciones civiles".[6]
- En cuanto a los derechos de la familia aportó la equiparación de hijos legítimos e ilegítimos, la protección de la infancia y maternidad, la igualdad de retribución salarial entre hombres y mujeres y el derecho de manifestación al aire libre.[6]
- Por último, los artículos 39 y 40 del Proyecto, que fueron respecto a cuestiones sociales, de deportación y destierro.[6]

Su polémica intervención sobre el voto de la mujer y su consecuente enfrentamiento con Clara Campoamor han diluido sus aportaciones en cuestiones penitenciarias y, especialmente, como afirma María Luisa Balaguer Callejón, en lo que se refiere a la lucha por los derechos de las mujeres. Según esta autora, la propia Clara Campoamor intenta justificar las contradicciones de Victoria Kent, pues en sus palabras parece haber más comprensión que ironía:
Sres. Diputados, lejos yo de censurar ni de atacar las manifestaciones de mi colega, Srta. Kent; comprendo, por el contrario, la tortura de su espíritu al haberse visto hoy en trance de negar la capacidad inicial de la mujer (Rumores.); al verse en trance de negar, como ha negado, la capacidad inicial de la mujer. (Continúan los rumores.) Creo que, por su pensamiento ha debido pasar, en alguna forma, la amarga frase de Anatole France, cuando nos habla de aquellos socialistas que, forzados por la necesidad, iban al Parlamento a legislar contra los suyos . (Nuevos rumores.) Respecto a la serie de afirmaciones que se han hecho esta tarde contra el voto de la mujer, he de decir, con toda la cordialidad necesaria, con toda la consideración necesaria, que no están apoyadas en la realidad [...]
En conclusión, Balaguer Callejón intuye que Victoria Kent sufrió una diatriba dialéctica que también sintieron más mujeres en la época: la conciliación de marxismo y feminismo. Para Victoria Kent, fueron irreconciliables, porque dedicó su vida a la República, mientras estimaba que el voto de las mujeres constituía un peligro para la misma. Así, la autora indica que para la malagueña, el debate era la contraposición de teoría y práctica, entre el ideal y lo que estimaba como realidad. Por otro lado, curiosamente, ninguna de las dos se consideró a sí misma como "feminista", de tal forma que Clara Campoamor se reconocía más bien como humanista y Victoria Kent defendía ser femenina y consciente de su labor y no agria feminista y se califica como republicana, liberal, demócrata y federalista. Sin embargo, tal como argumenta Balaguer Callejón, se trata exclusivamente de un matiz lingüístico, porque cada una a su manera luchó por los derechos de las mujeres y la mejora de sus condiciones (algo que prueba su pertenencia a la Asociación Nacional de Mujeres Españolas y al Lyceum Club Femenino) cuestiones que, en esencia, persigue el feminismo.

### Guerra civil española y exilio
Con el estallido de la Guerra Civil participó en el frente de Guadarrama, en el que se encargó de procurar vestido y alimento al ejército republicano. Posteriormente marchó al exilio, al igual que muchos otros republicanos. Mientras se dirigía hacia la frontera acompañó a muchos de los niños de los soldados que luchaban en el frente para lograr su evacuación, tras haber realizado llamamientos para que no fueran abandonados. Recaló en París y en junio de 1937 fue nombrada primera secretaria de la embajada española en la capital francesa para que pudiese seguir haciéndose cargo de los exiliados, especialmente de niños, buscándoles asilo. Había sido responsable además de la creación de refugios y guarderías con este objetivo.
Hasta el final de la guerra civil permaneció en París, dedicando todos sus esfuerzos a ayudar a los exiliados españoles en la capital y en su salida hacia América. Sin embargo, al verse París ocupada el 14 de junio de 1940 por la invasión nazi en el contexto de la Segunda Guerra Mundial, Victoria Kent hubo de refugiarse en la embajada mexicana durante un año. Además, su nombre figuraba en la lista negra (pertenecía a la organización "Mujeres Antifascistas") que la policía franquista había entregado al gobierno colaboracionista de Vichy. Fue juzgada por los tribunales de Franco y, en octubre de 1943, cuando todavía estaba en París, el Tribunal Especial para la Represión de la Masonería y el Comunismo (TERMC) la condenaba en rebeldía a 30 años de prisión, con las accesorias de inhabilitación absoluta y expulsión del territorio nacional. Afortunadamente, era amiga de Adèle Blonay, dirigente de la Cruz Roja, que le proporcionó un piso cercano al Bosque de Bolonia (o Bois de Boulogne), donde se alojará hasta 1944 protegida por una identidad falsa. Durante ese tiempo, siendo “Madame Duval”, escribiría Cuatro años en París, novela con marcados tintes autobiográficos reflejados en el protagonista, Plácido, alter ego de la autora Acabada la contienda, presidió la Unión de Mujeres Españolas en el exilio en Toulouse. Además, recibió la Cruz de Lorena, que se entregaba a las mujeres que participaron en la Resistencia, fundó la Unión de Intelectuales Españoles junto a un grupo de exiliados entre los que se encontraba su amigo y paisano Pablo Ruiz Picasso y trabajó en una editorial.
Marchó al exilio en México en el año 1948. Allí trabajó durante dos años en la creación de la Escuela de Capacitación para el Personal de Prisiones, de la que fue directora durante dos años, y dando clases de Derecho Penal y charlas en la Universidad de la capital mexicana, así como conferencias en la Academia Mexicana de Ciencias Penales. Fue socia fundadora del Ateneo Español de México en 1949. A petición de la ONU, en 1950 marchó a Nueva York, donde colaboró en la Sección de Defensa Social y realizó un estudio sobre el pésimo estado de las cárceles de Iberoamérica. Entre 1951 y 1957, una vez abandonado su anterior cargo por encontrarlo excesivamente burocrático, fue ministra sin cartera del Gobierno de la Segunda República Española desde el exilio, siendo la segunda mujer en ocupar este puesto desde Federica Montseny. Asimismo, fundó y dirigió la revista Ibérica, financiada por Louise Crane durante veinte años (1954-1974), dirigida a todos los exiliados alejados de su patria, como ella. En 1977, cuarenta años después de exiliarse a Francia, Victoria volvió a España, recibida con cariño y admiración por sus seguidores. Sin embargo, regresó a Nueva York, donde pasó sus últimos días, falleciendo el 26 de septiembre de 1987.  En 1986 le fue concedida la medalla de la Orden de San Raimundo de Peñafort, pero debido a su avanzada edad no pudo acudir a recogerla.

## Vida privada
En 2016 se publicó el libro Victoria Kent y Louise Crane en Nueva York. Un exilio compartido, a partir del cual la profesora Carmen de la Guardia analiza por primera vez en profundidad la relación intelectual y sentimental entre Kent y la filántropa Louise Crane basándose en documentación privada. Según el libro, Kent y Crane (Nueva York, 1913-1997) fueron compañeras sentimentales desde principios de los cincuenta hasta su muerte y aunque no vivieron juntas durante la mayoría de los muchos años que compartieron, su relación era conocida por las gentes de su entorno. Victoria Kent no se planteó instalarse en el piso millonario de la familia de Louise Crane en la Quinta Avenida de Nueva York hasta la muerte de la madre de Crane en 1972. Desde su salón se organizaron reuniones cuya lista de invitados elaboraba el Departamento de Estado como se explica en el libro. En ese mundo, cuenta De la Guardia, Kent, aunque no dominaba el inglés a la perfección, encajó bien y lo dispuso a favor de su causa: el combate contra el franquismo y la fundamentación de una nueva cultura política republicana en España.

## Obra literaria
No tiene una voluminosa obra, pero pueden distinguirse diferentes géneros literarios que van en consonancia con las vicisitudes en las que la vida la sitúa.
- En primer lugar, un grupo de escritos compuesto por obras de ensayo o conferencias. La primera publicación es el texto de la conferencia Congreso de Praga que pronuncia en el Ateneo de Madrid el 17 de abril de 1921. Es el comentario a su participación en el Congreso internacional de estudiantes de Praga en representación de la Unión nacional de estudiantes españoles y de la juventud universitaria feminista. Sus ensayos, por otro lado, tratan sobre la carencia de derechos de las mujeres y las duras condiciones de vida en las cárceles, mostrándose preocupada asimismo por la falta de instrucción del pueblo. Escribió este tipo de textos como influencia de la autora francesa George Sand.[6]
- En otro grupo encontramos conferencias de su actividad como directora de Prisiones, publicadas posteriormente.[6] A este respecto, fueron publicados los escritos "Una experiencia penitenciaria" en Tiempo de Historia en 1976 y "Las reformas del sistema penitenciario durante la II República" en Historia 16 en 1978.[5]
- El 29 de diciembre de 1980 envió una carta en la que narra su relación con Picasso en los años del exilio, las circunstancias de la creación del Guernica, las visitas de Picasso a la embajada española para informarse sobre la evolución de la Guerra Civil, y la deuda que tenía España con el pintor malagueño.[6]
- Por otro lado, una pequeña publicación llamada Picasso: un destino sideral que realiza en el Ateneo de Málaga en 1991. Corresponde a una carta enviada por Kent el 18 de mayo de 1981 a petición de su presidente, desde Nueva York, con motivo del homenaje al centenario del nacimiento de Picasso.[6]
- Seguidamente, dos prólogos. El primero de ellos a la obra Feminismo proletario (1935) de Vicente Ribas, y el segundo a Mi respuesta (conjunto de artículos publicados en la revista Ibérica, seleccionados por la propia Victoria Kent y editados como libro en 1982) de Salvador de Madariaga.[6]

Su aportación más importante corresponde a la edición de la revista Ibérica. En 1952 se esboza un proyecto en Nueva York que da lugar a un boletín de noticias en 1953 y luego a la revista desde 1954 y hasta 1974. Se clausuró ya en 1975. Su finalidad era mantener una oposición a los regímenes dictatoriales, por lo que los colaboradores, como R. Morodo, Tierno Galván, Ramón J. Sender, Albert Camus o el ya citado Salvador de Madariaga, firmaron con pseudónimos hasta 1966. Hasta dicho año se editó en inglés y en español y desde ese año sólo en español.  La fundación de la revista Ibérica debió de ser el medio más eficaz que encontró para derrocar la dictadura franquista y restaurar la República en España. La revista nació "con el fin de informar al pueblo americano sobre la situación de España bajo la dictadura franquista. (...) Veníamos comprobando diariamente que la prensa americana guardaba silencio sobre España".
También es importante destacar el único libro que escribió. Se trata de Cuatro años en París, 1940-44, que escribió oculta bajo el sobrenombre de "Madame Duval" en París, ciudad en ese momento ocupada por los nazis. Se trata de un testimonio en forma de diario y narración novelada sobre los años que pasó en dicha ciudad huyendo del franquismo y la Gestapo, mediante su propia identificación con el protagonista, Plácido. Fue publicado por primera vez en 1974 y en España en 1978, con el título de Cuatro años de mi vida, 1940-44.

## Reconocimientos

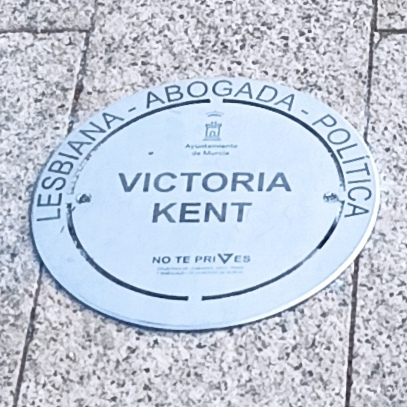
Placa conmemorativa en la plaza de la Diversidad de la ciudad de Murcia

En julio de 2018 la Asociación "Herstóricas. Historia, Mujeres y Género" y el Colectivo "Autoras de Cómic" creó un proyecto de carácter cultural y educativo para visibilizar la aportación histórica de las mujeres en la sociedad y reflexionar sobre su ausencia consistente en un juego de cartas. Una de estas cartas está dedicada a Victoria Kent.